# Эйрик I Кровавая Секира
Эйрик I Кровавая Секира (норв. Eirik Blodøks; 885—954) — король (конунг) Норвегии с 930 по 934/935 год (был свергнут своим братом Хаконом Добрым), король Нортумбрии (Йорка) в 947—948 и 952—954 годах. Сын Харальда I Прекрасноволосого, отец короля Харальда II Серой Шкуры, представитель династии Хорфагеров.
Своё прозвище — Кровавая Секира — Эйрик получил за многочисленные злодеяния. В одном из латинских текстов его назвали fratris interfector — «братоубийца».

## Биография
Эйрик был любимым сыном Харальда Прекрасноволосого. Он подолгу жил вместе с отцом, и тот не скрывал, что хочет сделать Эйрика своим преемником. Эйрик был высок, статен, красив и очень воинственен, но необузданно жесток, неприветлив и неразговорчив.
В 930 году состарившийся Харальд Прекрасноволосый разделил страну между своими сыновьями, передав власть великого конунга своему любимому сыну Эйрику. Перед этим (в конце 920-х годов) Эйрик направился в поход в Бьярмаланд. По возвращении он явился к своему брату Бьёрну Харальдссону Мореходу и потребовал, чтобы тот отдал ему подати и налоги, которые причитались королю Харальду Прекрасноволосому с жителей Вестфолла. Но по обычаю, Бьёрн сам отвозил подати королю или отсылал их ему со своими людьми. Он хотел сделать так и в этот раз, и не отдал податей Эйрику. Не добившись своего, Эйрик уехал из города. Когда же Бьёрн направился в Сэхейм, Эйрик отправился за ним, напал на него во время обеда и убил.
Вся полнота верховной власти перешла к Эйрику после смерти Харальда в 933 году.
На следующую зиму после кончины Харальда Прекрасноволосого Эйрик взял все подати, причитавшиеся королю в центре страны. Его брат Олаф собрал подати в Викене, а другой брат Сигрёд — в Трёнделаге. Эйрик был очень рассержен этим и решил силой восстановить единовластие в стране. Собрав большую армию, он погрузил её на корабли и отплыл в Викен. Благодаря попутному ветру он добрался туда раньше, чем до братьев дошли вести о начавшемся походе. Благодаря численному превосходству он разбил Олафа и Сигрёда в сражении. Оба брата погибли, и Эйрик подчинил себе Викен.
Тем временем в Норвегию вернулся Хакон, воспитывавшийся в Англии у короля Этельстана, и провозгласил себя конунгом в Тронхейме. Благодаря репутации человека доброго и справедливого, он собрал большую дружину. На его сторону встало много людей, обиженных Харальдом и Эйриком. Вскоре Эйрик понял, что не сможет противостоять Хакону. С немногочисленной дружиной он сел на корабли и отплыл на Запад. Сначала он высадился на Оркнейских островах и собрал там большое войско. С ним он отправился на север Англии. В память о дружбе с Харальдом король Этельстан предложил Эйрику владеть Нортумбрией, где со времён Рагнара Лодброка большинство населения составляли викинги. Взамен Эйрик обещал защищать Англию от набегов скоттов. Однако в 939 году Этельстан скончался и королём Англии стал его брат Эдмунд I, который не любил норманнов, и захотел посадить в Нортумбрии другого правителя. Снова собрав большую армию, Эйрик отправился в поход в Ирландию. Там он сразился с местным конунгом Олафом, но у того было численное превосходство. Эйрик и многие его воины пали в бою. Узнав о гибели мужа, Гунхильда с сыновьями уехали из Нортумбрии, взяв с собой всех, кто готов был за ними последовать. Они подчинили себе Оркнейские острова и стали там жить, совершая летом набеги на Шотландию и Ирландию.

## Культурные аллюзии
- Эйрик Кровавая Секира является второстепенным героем второй и четвёртой книг пенталогии Филиппа Хосе Фармера «Мир реки».
- Эйрик Кровавый выступает в качестве главного героя в фильме «Королевство викингов» (2013)
- Эйрик Кровавая Секира является призываемым Слугой класса «Берсеркер» (которым может управлять игрок) в игре Fate/Grand Order